# Bugio-marrom-do-norte
Bugio-marrom-do-norte (Alouatta guariba guariba), também genericamente referido como guariba, é uma subespécie do bugio-ruivo que ocorre ao norte do rio Jequitinhonha, nos estados de Minas Gerais e Bahia. Esta subespécie é listada como em perigo crítico de extinção pela União Internacional para a Conservação da Natureza (UICN), pois sua distribuição geográfica é extremamente restrita e sua população é inferior a 250 indivíduos. Por isso é um dos 25 primatas mais ameaçados do mundo.

## Etimologia

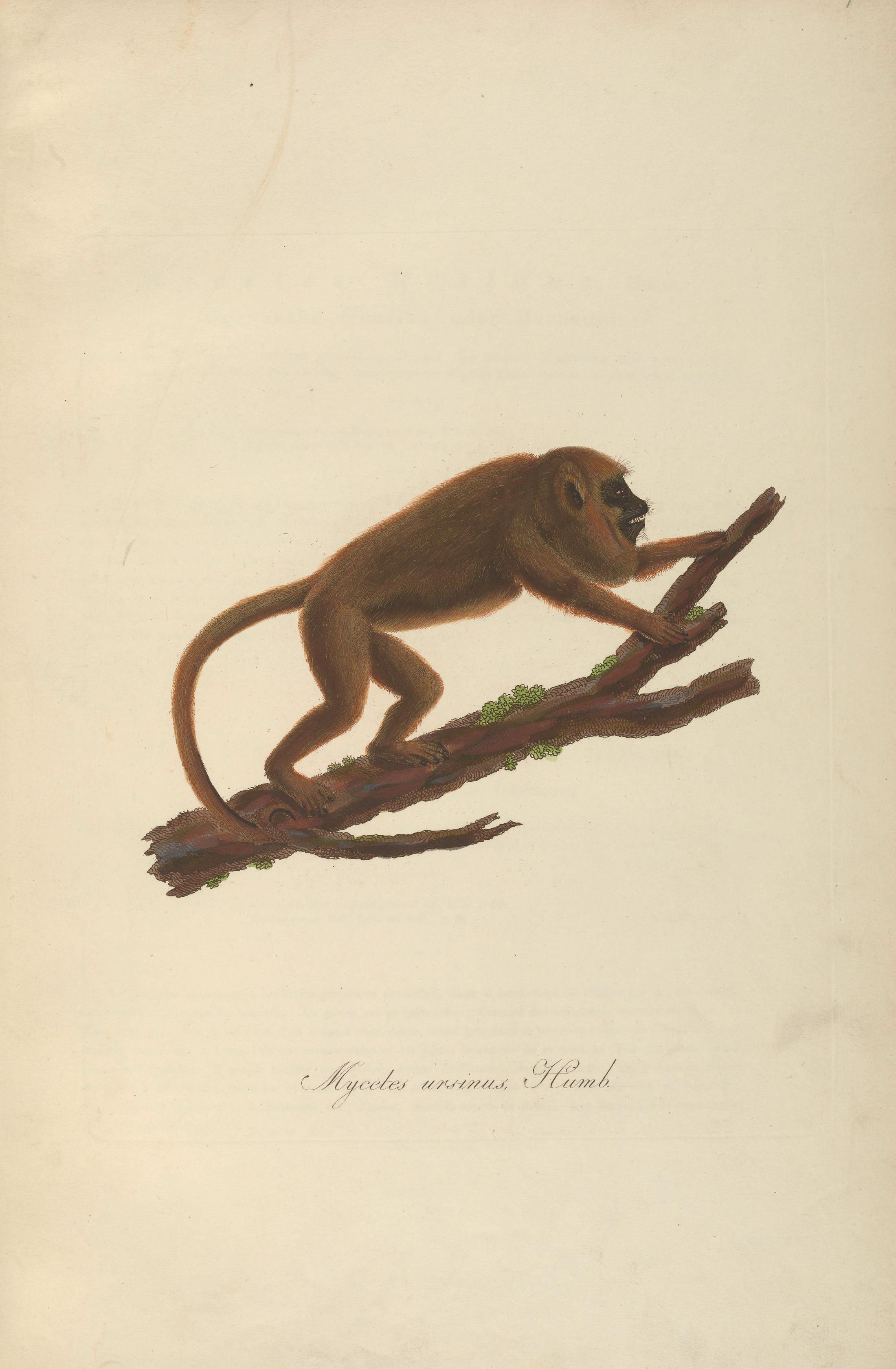
Ilustração de 1831 pelo naturalista alemão Maximilian zu Wied-Neuwied.

Seu nome popular bugio deriva do topônimo Bugia, uma cidade da Argélia para a qual se exportavam velas e, provavelmente macacos. O topônimo, por sua vez, originou-se no árabe vulgar Budjîa. Seu outro nome popular, guariba, deriva do tupi waríwa ou gwa'riwa.

## Distribuição e habitat
O bugio-marrom-do-norte é endêmico do estado de Minas Gerais e da parte sul do estado da Bahia, no Brasil. Sua distribuição se estende da costa atlântica de rio Pardo e Águas Vermelhas ao norte, e ao rio Jequitinhonha e Virgem da Lapa ao oeste e ao sul, amplamente delineado pela extensão interior do cinturão de floresta tropical costeira. Embora viva principalmente no dossel da floresta primária, pode se adaptar à floresta secundária e outros habitats perturbados. Também pode estar presente na parte norte do estado do Espírito Santo e parece ter tido uma distribuição mais ampla no passado.
O bugio-marrom-do-norte está presente em várias áreas protegidas, incluindo a Reserva Biológica da Mata Escura, onde também são encontrados o muriqui-do-norte (Brachyteles hypoxanthus) e macaco-prego-do-peito-amarelo (Sapajus xanthosternos), ambos ameaçados de extinção. No entanto, esta reserva está próxima a assentamentos rurais e sujeita à extração ilegal de madeira, caça e aumento da incidência de incêndios florestais. O macaco também pode estar presente em outras áreas protegidas, mas isso é incerto, porque o limite de distribuição ao sul da subespécie não é claro.

## Ecologia
Os bugios-marrons-do-norte são conhecidos pelos rugidos altos que podem ser ouvidos a pelo menos 1,6 quilômetros de distância. Vivem no dossel em pequenos grupos sociais e os machos são maiores do que as fêmeas. A cauda longa é preênsil; a parte inferior próxima à ponta é desprovida de pelos e o macaco pode se pendurar pelo rabo enquanto se alimenta. Bugios-marrons comem principalmente folhas e frutos de uma grande variedade de árvores, arbustos, cipós e vinhas; particularmente favorecidos são Ficus, Zanthoxylum e Eugenia, mas os macacos parecem bastante flexíveis em sua dieta, e também consomem caules, botões, flores, sementes e musgo.

## Conservação
A União Internacional para a Conservação da Natureza (UICN) avaliou o estado de conservação deste macaco como criticamente ameaçado de extinção. Isso se deve ao alcance limitado do macaco e ao impacto dos humanos em sua floresta nativa; a extração de madeira para dar lugar à pecuária reduziu a floresta a uma série de fragmentos, os animais são caçados pelo interesse em carne de animais selvagens e o habitat é ainda mais degradado pelas queimadas. Pode haver uma população total de menos de 250 animais, com o número de indivíduos maduros sendo inferior a cinquenta.